# John Tiltman
John H. Tiltman (Londres, 25 de mayo de 1894 – Hawái, 10 de agosto de 1982) fue un criptoanalista británico, oficial del Ejército Británico que trabajó en inteligencia, a menudo en la Government Communications Headquarters (GC&CS) a partir de la década de 1920. Su trabajo de inteligencia estaba en gran medida relacionado con la criptografía, y demostró una habilidad excepcional en el criptoanálisis. Su trabajo en asociación con Bill Tutte en el criptoanálisis de la cifra de Lorenz, la cifra de teleimpresora alemana, llamada "Tunny" (para el atún) en Bletchley Park, dio lugar a grandes avances en los métodos de ataque al código, sin necesidad de un ordenador. Fue para explotar estos métodos, a una velocidad extremadamente alta y con gran fiabilidad, que se diseñó y construyó Colossus, el primer ordenador electrónico digital programable.

## Trayectoria
Niño prodigio (comenzó a estudiar en Oxford a los 13 años), inició su carrera en la British Army en 1914 durante la I Guerra Mundial, en la que combatió en Francia. De 1921 a 1929 sirvió en Simla (India), como criptoanalista de la Indian Army.
Después de una década como "War Office" en el Government Code and Cypher School (GC&CS), una organización criptológica de entreguerras, fue considerado uno de los analistas manuales (pues trabajaba sin la ayuda de máquinas) más agudos de Bletchley Park' s (ubicación de las oficinas del Servicio Secreto inglés). Jugó un importante papel en la resolución del sistema criptográfico alemán, abogando y defendiendo siempre la colaboración entre ingleses y norteamericanos en la II Guerra Mundial. En esta contienda fue ascendido a General de Brigada ('brigadier') en el año 1944 y nombrado "Oficial Director" del GC&CS.
Ya con la guerra terminada (1946) fue nombrado "Assistant Director" del Government Communications Headquarters (GCHQ), sucesor del extinto GC&CS, en donde realizó importantes trabajos tanto como miembro en activo como consultor externo e investigador una vez retirado (1964-1980).
Se le puede considerar un hombre a caballo entre dos épocas: por un lado la del trabajo de criptoanálisis a mano, sin máquinas, y por otro la de los primeros pioneros que contaron con la ayuda de rudimentarios sistemas mecánicos, antecesores de los actuales ordenadores.
Iniciado en el estudio del Manuscrito Voynich por su amigo William F. Friedman en 1951, dedicó muchos años a su estudio y análisis, llegando a publicar el libro 'The Voynich Manuscript: The Most Mysterious Manuscript in the World' (1967), después de haber realizado —en 1951— la transcripción completa de algunas de sus páginas.
Falleció en Hawái en 1982.
Como su amigo Friedman, Tiltman murió creyendo que el Manuscrito Voynich fue escrito en algún tipo de "lengua sintética" apriorística, como las lenguas de John Wilkins, George Dalgarno o Cave Beck, aunque quizá más primitiva y tosca en su estructura.